# 秋吉敏子＝ルー・タバキンビッグバンド
秋吉敏子＝ルー・タバキンビッグバンド（Toshiko Akiyoshi-Lew Tabackin Big Band、1973年 - 1982年）は、1973年に穐吉敏子（秋吉敏子）と夫ルー・タバキンがロサンゼルスで結成したビッグバンド。1982年、本拠地をニューヨークに移し、秋吉敏子ジャズオーケストラ フィーチャリング ルー・タバキンへ改組した。

## 過去のメンバー
トランペット
- ボビー・シュー (Bobby Shew)
- バディ・チルダーズ (Buddy Childers)
- ドン・レイダー (Don Rader)
- ジェリー・ヘイ (Jerry Hey)
- ジョン・マドリッド (John Madrid)
- ラリー・フォード (Larry Ford)
- リン・ニコルソン (Lynn Nicholson)
- マイク・プライス (Mike Price)
- リチャード・クーパー (Richard Cooper)
- スティーヴン・ハフステッター (Steven Huffsteter)
- スチュ・ブランベリー (Stu Blumberg)

トロンボーン
- ビル・ライケンバック (Bill Reichenbach)
- ブリット・ウッドマン (Britt Woodman)
- ブルース・ファウラー (Bruce Fowler)
- ブルース・ポールソン (Bruce Paulson)
- チャーリー・ローパー (Charlie Loper)
- デイヴ・ボウマン (Dave Bowman)
- ハート・スミス (Hart Smith)
- ジム・ソウヤー (Jim Sawyer)
- ジミー・ネッパー (Jimmy Knepper)
- フィル・ティール (Phil Teele)  - バストロンボーン、コントラバストロンボーン
- ランディ・オルドクラフト (Randy Aldcroft)
- リック・カルヴァー (Rick Culver)

木管楽器
- ビヴァリー・ダーク (Beverly Darke)  - バリトンサックス
- ビル・バーン (Bill Byrne)  - バリトンサックス
- ビル・パーキンス (Bill Perkins)  - バリトンサックス、アルトフルート、クラリネット
- ボブ・シェパード (Bob Sheppard)  - アルトサックス
- ダン・ヒギンズ (Dan Higgins)  - アルトサックス
- ディック・スペンサー (Dick Spencer)  - アルトサックス、フルート、クラリネット
- ゲイリー・フォスター (Gary Foster)  - アルトサックス、ソプラノサックス、フルート、クラリネット
- ゲイリー・ハービッグ (Gary Herbig)  - テナーサックス
- ジョー・ロックサーノ (Joe Roccisano)  - アルトサックス
- ジョン・グロス (John Gross)  - テナーサックス
- ルー・タバキン (Lew Tabackin)  - テナーサックス、フルート、ピッコロ
- マット・カティンガブ (Matt Catingub)  - アルトサックス
- トム・ピーターソン (Tom Peterson)  - テナーサックス、アルトフルート、クラリネット

リズムセクション
- ボブ・ボウマン (Bob Bowman)  - ベース
- ドン・ボールドウィン (Don Baldwin)  - ベース
- エドワード・ベネット (Edward Bennett)  - ベース
- ジーン・チェリコ (Gene Cherico)  - ベース
- ジョン・ハード (John Heard)  - ベース
- マイク・リッチモンド (Mike Richmond)  - ベース
- チャック・フローレス (Chuck Flores)  - ドラム
- ジョーイ・バロン (Joey Baron)  - ドラム
- ピーター・ドナルド (Peter Donald)  - ドラム
- スティーヴ・ホートン (Steve Haughton)  - ドラム
- 穐吉敏子  - ピアノ、作曲、編曲、リーダー